# Mistrzostwa Polski w Judo 2013
Mistrzostwa Polski w Judo 2013 – 57. edycja mistrzostw, która odbyła się w Gdańsku w dniach 4 – 6 października 2013 roku. 

## Medaliści

### Kobiety
| Kategoria:    | Złoto:                                  | Srebro:                                 | Brąz:                                                                        |
| do 48 kg      | Kinga Kubicka (Flota Gdynia)            | Ewa Konieczny (Czarni Bytom)            | Maja Rasińska (Gwardia Bielsko-Biała) Joanna Stankiewicz (AZS AWF Warszawa)  |
| do 52 kg      | Zuzanna Pawlikowska (AZS AWFiS Gdańsk)  | Martyna Martynowicz (Gwardia Opole)     | Karolina Pieńkowska (AZS UW Warszawa) Dorota Smorzewska (Sensei Płock)       |
| do 57 kg      | Arleta Podolak (AZS UW Warszawa)        | Dominika Błach (AZS AWFiS Gdańsk)       | Monika Chróścielewska (AZS AWFiS Gdańsk) Magdalena Miller (AZS AWFiS Gdańsk) |
| do 63 kg      | Halima Mohamed-Seghir (Wybrzeże Gdańsk) | Magdalena Kowalczyk (AZS AWFiS Gdańsk)  | Marta Kubań (Gwardia Warszawa) Agata Ozdoba (AZS AWF Wrocław)                |
| do 70 kg      | Karolina Tałach (Wybrzeże Gdańsk)       | Aleksandra Jabłońska (AZS AWFiS Gdańsk) | Barbara Białas (Czarni Bytom) Sandra Lickun (Gwardia Koszalin)               |
| do 78 kg      | Daria Pogorzelec (Wybrzeże Gdańsk)      | Katarzyna Furmanek (AZS AWFiS Gdańsk)   | Beata Pacut (Czarni Bytom) Katarzyna Szlendak (MKS Chełm)                    |
| powyżej 78 kg | Joanna Jaworska (AZS AWFiS Gdańsk)      | Anna Załęczna (Judo Toruń)              | Natalia Pilarczyk (Kodokan Toruń) Marta Rózga (Gwardia Łódź)                 |
| open          | Daria Pogorzelec (Wybrzeże Gdańsk)      | Katarzyna Furmanek (AZS AWFiS Gdańsk)   | Joanna Jaworska (AZS AWFiS Gdańsk) Beata Pacut (Czarni Bytom)                |

### Mężczyźni
| Kategoria:     | Złoto:                              | Srebro:                               | Brąz:                                                                        |
| do 60 kg       | Łukasz Kiełbasiński (Ryś Warszawa)  | Grzegorz Wieczorek (Czarni Bytom)     | Bartłomiej Garbacik (Wisła Kraków) Patryk Wawrzyczek (Gwardia Bielsko-Biała) |
| do 66 kg       | Michał Bartusik (Millenium Rzeszów) | Marek Kręcielewski (Gwardia Warszawa) | Grzegorz Lewiński (AON Warszawa) Paweł Zagrodnik (Czarni Bytom)              |
| do 73 kg       | Damian Stępień (Żak Kielce)         | Piotr Płoński (Gwardia Wrocław)       | Adam Brysz (AZS AWF Katowice) Jacek Brysz (AZS AWF Katowice)                 |
| do 81 kg       | Łukasz Błach (AZS AWF Wrocław)      | Jakub Kubieniec (AZS AWF Katowice)    | Błażej Mielcarek (AZS AWFiS Gdańsk) Paweł Urban (Żak Ełk)                    |
| do 90 kg       | Krzysztof Węglarz (Wisła Kraków)    | Paweł Płoński (AZS AWF Warszawa)      | Patryk Kusza (Gimnazjon Suchy Las) Paweł Mróz (Wojownik Skierniewice)        |
| do 100 kg      | Tomasz Domański (AZS AWFiS Gdańsk)  | Jakub Wójcik (AZS AWF Wrocław)        | Kacper Larem (Gwardia Warszawa) Jakub Zakrzewski (AZS AWFiS Gdańsk)          |
| powyżej 100 kg | Maciej Sarnacki (Gwardia Olsztyn)   | Tomasz Tałach (Wybrzeże Gdańsk)       | Damian Nasiadko (Wybrzeże Gdańsk) Janusz Wojnarowicz (Czarni Bytom)          |
| open           | Janusz Wojnarowicz (Czarni Bytom)   | Kamil Kozłowski (Gwardia Olsztyn)     | Kamil Grabowski (Czarni Bytom) Jakub Zarzeczny (Wybrzeże Gdańsk)             |